# San Girolamo in atto di sigillare una lettera (Guercino, Collezione Patrizi)
San Girolamo in atto di sigillare una lettera è un dipinto a olio su tela (140,5 x 152 cm) di Giovanni Francesco Barbieri, detto Guercino, databile al 1617-18 circa e conservato in una collezione privata a Roma. Una versione autografa della tela (seppur con alcune differenze) è conservata presso la Galleria Nazionale d'arte antica di Palazzo Barberini. 

## Storia
Il dipinto è documentato per la prima volta dallo scrittore Giovanni Battista Passeri, che lo vide nella casa dei marchesi Patrizi, descrivendolo come raffigurante «San Girolamo in atto di sigillare una lettera». Un inventario della famiglia Patrizi, redatto il 12 gennaio 1739 e conservato presso l’Archivio Segreto Vaticano registra l’opera assieme a una copia. Il dipinto fu pubblicato per la prima volta da Giulio Cantalamessa nel Bollettino d’Arte.

## Descrizione e stile
Il dipinto raffigura san Girolamo in un momento di intensa concentrazione, mentre sigilla con decisione una lettera. Il santo, seminudo, è seduto a terra e avvolto da un pesante drappo rosso che contrasta con la carnagione livida del corpo. Il gesto del braccio destro, fortemente arcuato e innaturalmente teso nello sforzo, accentua l'espressività della scena e contribuisce all'effetto teatrale della composizione. Accanto a lui si trovano un grande volume aperto, un calamaio con una penna d’oca e alcuni libri appoggiati su un ripiano. Sullo sfondo si intravede un paesaggio notturno, percorso da una lama di luce all’orizzonte.
Giulio Cantalamessa attribuiva l’opera al periodo romano del Guercino (1621–1623). Questa datazione rifletteva una tendenza critica diffusa all’epoca, che accostava lo stile del periodo giovanile del Guercino al caravaggismo. Denis Mahon, al contrario, la riteneva anteriore, osservando che «questa splendida opera, impressionante per concezione e magistrale nell'esecuzione», condivide diverse caratteristiche con i dipinti eseguiti per con i dipinti eseguiti per il cardinale Alessandro Ludovisi, arcivescovo di Bologna e futuro papa Gregorio XV, e per il nipote Ludovico Ludovisi, tra il 1617 e il 1618, ma mostra una fase lievemente più evoluta, suggerendo quindi una datazione intorno al 1617–1618. Questa collocazione cronologica è accettata anche da Luigi Salerno, che la cita nel suo catalogo senza proporre modifiche.
David M. Stone sottolinea la forza espressiva del dipinto, definendolo un'opera energica, forse raffigurante il raro soggetto della lettera di san Girolamo a papa Damaso I. Egli nota inoltre la monumentalità della figura e la consistenza del panneggio, paragonabili a quelli della Cattedra di san Pietro del 1618. Anche il trattamento del paesaggio, maturo e articolato, viene accostato a quello di Et in Arcadia Ego.